# Hišni molj
Hišni molj oz. suknarski molj (znanstveno ime Tineola bisselliella) je nočni metulj iz družine pravih moljev (Tineidae), znan kot škodljivec, čigar gosenice se prehranjujejo z organskimi vlakni oblačil in preprog, pa tudi s spravljenimi živili v človekovih bivališčih. Živi po vsem svetu.
Podobno kot pri drugih vrstah moljev so problematične gosenice, ki se prehranjujejo z organskimi snovmi, odrasle živali pa imajo zakrnel rilček. So zlate barve s satenastim leskom in rdečkasto zlatimi šopi dlak na glavi, čez krila merijo okrog 1 cm (9–14 mm). Gosenice so svetleče belkaste barve s temno glavo, dolge 12 mm.
Odrasla samica živi nekaj tednov in v tem času običajno izleže 40 do 100 jajčec, posamič ali v skupinah do 25. Letno se izmenjata dve generaciji, pri čemer je trajanje razvoja močno odvisno od temperature okolja. Gosenice se v naravi prehranjujejo s pelodom, dlako, peresi in odmrlim organskim materialom, v človekovih bivališčih pa napadajo vsa živalska vlakna in izdelke iz njih, kot so spravljena volna, obleke, preproge, klobučevina ipd. Tako odrasle živali kot ličinke se izogibajo svetlobi, zato se zadržujejo v skritih kotičkih, kjer je izbruh škodljivca težko zaznati. Ličinke so sposobne prebavljati keratin v vlaknih živalskega izvora; izdelke iz rastlinskih (npr. bombaža) ali sintetičnih vlaken lahko poselijo in obgrizejo, vendar lahko v njih preživijo le, če so mešana z živalskimi ali umazana s hrano, znojem ali urinom. Njihovo prisotnost izdajajo preglodane luknjice v predmetih, svilene niti, ki jih spletejo okrog mesta prehranjevanja, ter izločki.
Odrasli so razmeroma dobri letalci, sposobni razširjanja na daljše razdalje. Za privabljanje spolnih partnerjev uporabljajo feromone, pa tudi nizkofrekvenčni zvok.

## Odganjanje in zatiranje
Gosenice lahko naredijo veliko škode na spravljenih tekstilnih izdelkih, kar je še posebej problematično v muzejih, kjer hranijo dragocene predmete kulturne dediščine. V preteklosti so hišne molje odganjali s kroglicami proti moljem, ki vsebujejo hlapne snovi, kot je naftalen, kar pa se dandanes opušča zaradi škodljivih učinkov teh snovi na zdravje. Nadomeščajo jih druge snovi, kot so prebavni strupi, s katerimi premažejo predmete, in kontaktni strupi (DDT) na dostopnih točkah. Osnovnejši ukrep je občasno čiščenje spravljenih oblačil, ob hujših izbruhih pa se uporablja tudi fumigacija.